# Храм Наньчань (Утай)
Храм Наньчань (спрощ.: 南禪寺; піньїнь: Nán Chán Sì) — буддійський храм, розташований поблизу містечка Доуцунь на Утайшань, провінції Шаньсі, КНР. Храм Наньчань було збудовано 782 року за часів китайської династії Тан, його Зал Великого Будди наразі є найстарішою зі збережених дерев'яних будівель Китаю, оскільки дерев'яні будівлі є вразливими до можливого виникнення пожежі та різноманітних руйнувань. Храм Наньчань є не лише важливим архітектурним об'єктом, він також містить оригінальний набір мистецько-важливих скульптур династії Тан, що датуються періодом його будівництва. Сімнадцять скульптур спільно займають інтер'єр залу з невеликою кам'яною пагодою.

## Історія
Відповідно до напису на балці, Зал Великого Будди храму Наньчань вперше було збудовано 782 року нашої ери за династії Тан. Він уник руйнування за буддійських чисток 845 року, можливо, через його ізольоване розташування у горах. Інший напис на балці вказує що зал відновлювався 1086 року за династії Сун, впродовж цього часу всі окрім чотирьох оригінальних квадратних колон було замінено круглими. У 1950-і будівлю було перевіднайдено архітектурними істориками, а 1961 року визнано найстарішим зі збережених китайських дерев'яних будівель. Лише через п'ять років по тому, 1966 року, будівлю було пошкоджено землетрусом, а впродовж реставраційного періоду в 1970-і історики отримали можливість дослідити будівлю шматок за шматком.

## Зал Великого Будди

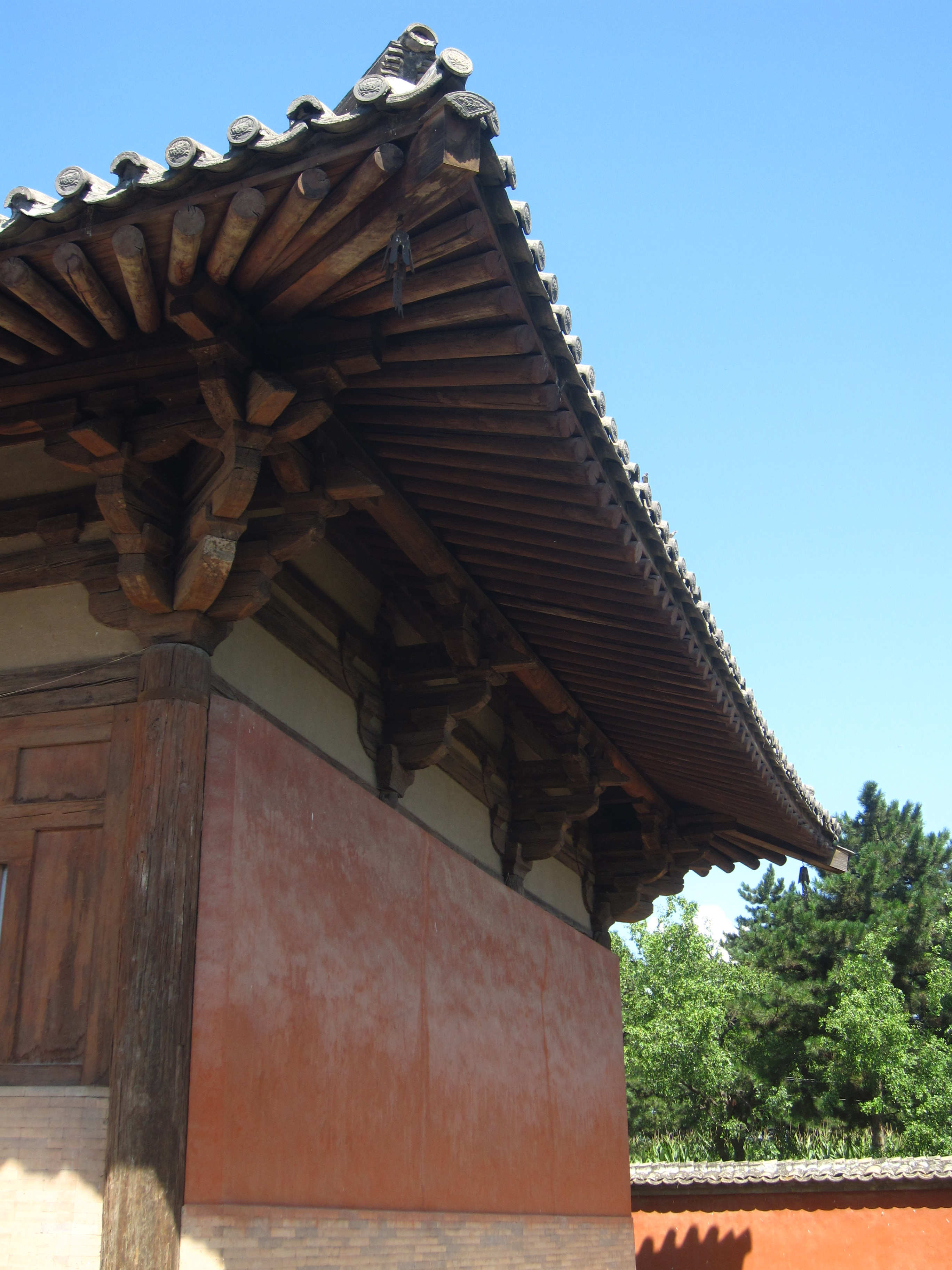
Бічний вид на Зал Великого Будди, видно складні кронштейни.

Як найстаріша зі збережених дерев'яних будівель Китаю Зал Великого Будди є важливою будівлею для розуміння китайської архітектурної історії. Скромна будівля є тритравейним квадратним залом, 10 метрів вздовж та 11,75 м впоперек. Дах втримується дванадцятьма колонами, що вбудовані прямо в цегляний фундамент. Вальмовий дах зі щипцем підтримується п'ятьма пуцзо кронштейнами. У залі немає жодних внутрішніх колон чи стелі, чи розпірок що б підтримували дах між колонами. Всі ці риси вказують на те, що це була низькокласова структура. Зал містить кілька рис залів династії Тан, включно з довшою центральною передньою травеєю, використання скоб форми верблюжого горба, та наявність юетаю.

### Скульптури
Разом з недалеко розташованим храмом Фоґуан, храм Наньчань містить оригінальні скульптури з періоду династії Тан. У ньому розташовано сімнадцять скульптур що виставлені в ряд на підвищенні, що нагадує за формою вивернуту літеру «U». Найбільша статуя, розташована в центрі залу, — Шак'ямуні зображений сидячим зі схрещеними ногами на сумерському троні прикрашеному скульптурними зображенням лева та напівбога. Над великим гало позаду статуї розміщені скульптурні репрезентації квітів лотоса, небесних істот та міфічних птахів. По боках від нього розташовані служителі Бодхісаттви з колінами поставленими на лотос. Велика статуя Самантабхадра на слоні розташована в дальньому лівому кінці залу, а велика статуя Манджушрі верхи на леві — в дальньому лівому. Також є статуї двох з Ша'ямуніових учнів (Ананди та Махакашяпи), дві статуї небесних королів та чотири статуї служителів.
Зал Великого Будди також містить одну різьблену кам'яну пагоду, п'ять рівнів у висоту. Перший рівень різьблений історією про Будду та на кожному з кутів містить по додатковій маленькій пагоді. Кожна сторона другого рівня різьблена з одним великим Буддою у центрі, оточеним обабіч з чотирма меншими Буддами. Вищі три рівні містять три вирізьблених Будд на кожній зі сторін.